# Tone Hočevar (novinar)
Tone Hočevar, slovenski TV voditelj in novinar, * 13. december 1946.
Kot novinar je pričel delovati v začetku sedemdesetih let 20. stoletja na TV Slovenija, bil je dopisnik iz Latinske Amerike in s Karibov, kjer je napisal tudi knjigo Vulkani ne umrejo. Po vrnitvi v domovino je vodil in urejal televizijski Dnevnik, kjer je bil en izmed voditeljev tudi v času osamosvojitvene vojne. Deloval kot novinar televizijske zunanjepolitične redakcije. TV je zapustil, da bi urejal zunanjepolitično redakcijo novonastalega časnika Republika, po propadu Republike je postal urednik zunanjepolitične redakcije časopisa Delo. Od leta 1996 je delov dopisnik iz Rima, o katerem je 2011 napisal knjigo Rim - večen in svet, minljiv in posveten.